# Eublemma rubra
Eublemma rubra is een vlinder uit de familie van de spinneruilen (Erebidae). De wetenschappelijke naam van deze soort werd voor het eerst voorgesteld door George Francis Hampson in een publicatie uit 1902.
De soort komt voor in India (Sikkim), Singapore en Indonesië (Java).